# 225088 Cung Công
225088 Cung Công (tiếng Anh: 225088 Gonggong), định danh tạm thời 2007 OR10, là một ứng cử viên hành tinh lùn của Hệ Mặt Trời, và là thành viên của đĩa phân tán ngoài Sao Hải Vương. Nó có một quỹ đạo bị lệch tâm và nghiêng cao, dao động trong khoảng từ 34-101 đơn vị thiên văn (5.1–15.1 tỷ kilômét; 3.2–9.4 tỷ dặm) từ Mặt Trời. Tính đến năm 2019, khoảng cách của nó với Mặt Trời là 88 AU (13,2 × 109 km; 8,2 × 109 mi) và nó là đối tượng xa thứ sáu đã biết trong Hệ Mặt Trời. Cung Công nằm trong cộng hưởng quỹ đạo 3:10 với Sao Hải Vương, tức là trong khi Cung Công thực hiện 3 quỹ đạo quanh Mặt Trời thì Sao Hải Vương thực hiện được 10 quỹ đạo. Cung Công được phát hiện vào tháng 7 năm 2007 bởi các nhà thiên văn học người Mỹ Megan Schwamb, Michael Brown và David Rabinowitz tại Đài thiên văn Palomar và phát hiện này được công bố vào tháng 1 năm 2009.
Với đường kính khoảng 1.230 km (760 mi), Gonggong có kích thước xấp xỉ vệ tinh Charon của Sao Diêm Vương và là vật thể ngoài Sao Hải Vương lớn thứ năm được biết đến trong Hệ Mặt Trời (không tính Charon). Nó có thể đủ lớn để ở trong trạng thái cân bằng thủy tĩnh và do đó là một hành tinh lùn. Khối lượng lớn của Cung Công khiến cho việc duy trì bầu khí quyển mêtan nghèo nàn là có thể, mặc dù bầu khí quyển như vậy sẽ từ từ thoát ra ngoài không gian. Vật thể được đặt theo tên của Cung Công, một vị thần nước Trung Quốc chịu trách nhiệm về sự hỗn loạn, lũ lụt và độ nghiêng của Trái Đất. Tên được chọn bởi những người khám phá vào năm 2019, khi họ tổ chức một cuộc thăm dò trực tuyến cho công chúng để giúp chọn tên cho đối tượng và cái tên Cung Công đã giành chiến thắng.
Cung Công có màu đỏ, có khả năng là do sự hiện diện của các hợp chất hữu cơ được gọi là tholin trên bề mặt của nó. Nước đá cũng có mặt trên bề mặt của nó, gợi ý về một thời gian ngắn hoạt động của núi lửa băng trong quá khứ xa xôi. Với chu kỳ tự quay khoảng 22 giờ, Cung Công quay chậm so với các vật thể ngoài Sao Hải Vương khác, thường có chu kỳ dưới 12 giờ. Sự tự quay chậm của Cung Công có thể đã được gây ra bởi các lực thủy triều từ vệ tinh tự nhiên của nó, được đặt tên là Tương Lưu.

## Lịch sử

### Khám phá
(225088) Cung Công được khám phá bởi Michael E. Brown vào ngày 17 tháng 7 năm 2007. Sự khám phá được chính thức công nhận vào ngày 7 tháng 1 năm 2009.

### Đặt tên
Brown đặt tên riêng cho vật thể là "Bạch Tuyết" vì màu trắng của nó. Thời gian đó, đội của Brown cũng đã chọn các thiên thể bên ngoài Sao Hải vương khác để làm "Bảy chú lùn": Quaoar, Sedna, Haumea, Salacia, Orcus, Makemake và Eris. Tuy nhiên, thực tế Cung Công lại là một trong những vật thể có màu đỏ nhất, chỉ so sánh được với Quaoar, do vậy tên riêng bị loại bỏ.
Tại thời điểm đó, Cung Công là thiên thể lớn nhất trong Hệ Mặt Trời không có tên. Vào năm 2019, những người khám phá ra nó đã có một cuộc thăm dò ý kiến online để đặt ra ba cái tên mà họ cho rằng phù hợp, và cũng cho phép một cái tên liên quan cho vệ tinh nhân tạo: Gonggong (Trung Quốc), Holle (Đức), và Vili (Na Uy). Kỳ họp biểu quyết kết thúc vào ngày 10 tháng 5 năm 2019 và Gonggong là tên được chọn.

## Đặc điểm vật lý
Quang phổ của Cung Công cho thấy sự tồn tại của băng và metan. Màu đỏ của nó có nhiều đặc điểm tương đồng với 50000 Quaoar, Cung Công cũng thuộc nhóm những vật thể đỏ nhất. Sự hiện diện của băng trên bề mặt hành tinh có thể chứng minh sự hiện diện của núi lửa băng tại đây.
Dựa trên kích thước được ước lượng vào năm 2018, Cung Công là hành tinh lùn lón thứ năm, sau Sao Diêm Vương, Eris, Haumea, Makemake và trước Ceres. Brown cho rằng, với kích thước của mình, Cung Công "phải là một hành tinh lùn", và Scott Sheppard và đồng nghiệp cho rằng nó có khả năng cao trở thành hành tinh lùn, dựa vào đường kính nhỏ nhất có thể của nó, 552 Km. Các quan sát của đài quan sát không gian Herschel cho rằng đường kính này có thể là 1280 ±210 km. Cũng có ý kiến khác cho rằng đường kính của nó là giữa 1,210 và 1,295 km.
Kích thước của một thiên thể có thể được tính bằng cấp sao tuyệt đối (H) và suất phản chiếu (D) của nó. Cung Công có cấp sao tuyệt đối là 1.8, khiến nó trở thành TNO sáng thứ sáu và tối hơn Sedna một chút (H=1.5;D=1,000 km) và cũng sáng hơn Quaoar (H=2.2;D=900 km).

## Quỹ đạo
Quỹ đạo của Cung Công nằm trong cộng hưởng 3:10 với Sao Hải Vương. Nó cũng được liệt vào loại thiên thể đĩa phân tán. Cung Công được tìm thấy khi người ta đang tìm kiếm các thiên thể trong khu vực của Sedna. Hành tinh này được quan sát tổng cộng 250 lần. Cung Công đến củng điểm của nó - 33AU - vào khoảng năm 1857. Vào tháng 3 năm 2018, khoảng cách giữa nó với Mặt Trời là 87.9 AU. Nó là thiên thể xa lớn thứ 5 trong hệ Mặt Trời sau Eris, V774104, 2014 UZ224, 2015 TH367. Nó đã xa Mặt Trời hơn Sedna từ năm 2013. Nó sẽ xa hơn Sedna và Eris vào năm 2045, đến củng điểm vào năm 2130.